# Villy Buus Nielsen
Villy Buus Nielsen, född 25 november 1907 i Randers, död 1985 i Danmark, var en dansk-svensk konstnär.
Buus Nielsen studerade konst i München 1932 och i Paris 1930–1936 samt i Barcelona 1936–1938 där han deltog i Spanska inbördeskriget. Under den tyska ockupationen av Danmark anslöt sig Buus Nielsen tidigt till motståndsrörelsen. Han blev arresterad av Gestapo 1942 och internerad i Horserød. Tillsammans med många medfångar lyckades han rymma 1943. Han tog sig snabbt till Sverige och studerade i Stockholm 1944–1945 för Isaac Grünewald.
Före kriget bildade han familj i Danmark, under tiden i Sverige blev han skild och gifte om sig.
Separat ställde han ut i Randers 1942–1943, Kramfors 1947, Sundsvall 1948, han medverkade vid samlingsutställningar i Kramfors, Lessebo, Lenhovda och Kosta under 1950-talet. Hans konst består av stilleben, porträtt och motiv ur folklivet med en humoristisk glimt. Vid sidan av sitt eget skapande var han verksam som ledare för en konstskola i Kramfors.